# Брендоев, Владимир Егорович
Влади́мир Его́рович Бре́ндоев (карел. Vladimir Jegorovitš Brendojev, 1931—1990) — карельский поэт и писатель.

## Биография
Родился в деревне Бережная, которая в настоящее время входит в состав деревни Самбатукса Олонецкого района, в крестьянской семье, карел. Его отец Егор Семёнович Брендоев, с началом коллективизации в Карелии, переехал с семьёй в Петергоф, где работал столяром, а в начале Великой Отечественной войны ушёл на фронт. Мать Мария Ивановна вместе с детьми вернулась в Карелию, поселившись в деревне Сюрья близ Мегреги Олонецкого района. В годы Великой Отечественной войны, Владимир находился на оккупированной финскими войсками территории, посещал финскую школу, где овладел финским языком. В то же время, в семье и с местными жителями общение велось на родном ливвиковском диалекте.
По возвращении отца с фронта, семья переехала в село Куйтежа. В 1949 году Владимир окончил школу-семилетку, некоторое время работал бондарем на Куйтежском промкомбинате, мечтал поступить в сельскохозяйственный техникум, стать агрономом . Однако, на борту рейсового катера, бывшего «морского охотника», капитан, в прошлом — моряк-тихоокеанец, посоветовал ему поступать на флот.
Поступил в Беломорскую рыбопромысловую мореходную школу. Три года спустя получил диплом и затем в течение двадцати лет ходил матросом, боцманом, штурманом на рыболовецких судах Беломорской базы гослова, а в 1972 году стал капитаном рыбоохранного судна Карелрыбвода.
В 1981 году был принят в Союз писателей.
В 1983 году В. Е. Брендоев по состоянию здоровья оставил флот, после чего около года работал в Институте языка, литературы и истории Карельского научного центра РАН, некоторое время исполнял обязанности уполномоченного Литературного фонда Союза писателей Карелии.
В 1986 году вышел на пенсию и переехал из Петрозаводска в Олонец. Умер в Олонце в 1990 году.

## Творчество
Владимир Брендоев стал первым, кто стал писать стихи и рассказы на ливвиковском диалекте карельского языка. Первые стихи он начал писать на русском языке ещё в школьные годы, однако литературный дебют Брендоева состоялся в 1972 году, когда на страницах газеты «Neuvosto Karjala» были опубликованы два его стихотворения, написанные на ливвиковском диалекте. С этого же года он становится постоянным автором этой газеты и журнала «Punalippu». Он стал представлять в карельской литературе свой родной Олонецкий край, где до него не было ни одного национального писателя.
В 1980 году в издательстве «Карелия» вышла его первая книга стихов «Anusrandaine» («Край мой Олонецкий»), в которую вошли, кроме тридцати собственных стихотворений автора, три обработки народных песен и двенадцать переводов. Книга привлекла внимание читателей мягким лиризмом, вдумчивостью, любовью автора к малой Родине — Олонии, и вызвала большой интерес как в Карелии, так и за рубежом, прежде всего в Финляндии.
Финский поэт Аку-Киммо Рипатти переводил стихи Брендоева на финский язык. Они были изданы в виде отдельной книги в 1986 году в издательстве «Pohjoinen» (Оулу, Финляндия). В предисловии к изданию говорится: «Он — блестящий поэт, песенник и виртуоз стихотворного ритма. Нередко его стихи нежны, как олонецкие березники, а порой это почти народная песня или потрясающая поэма о любимой родине».
В последующие годы издаются поэтические сборники Брендоева на карельском языке: «Hiilau huoli» («Горячая забота», 1983), «Kadajikko» («Можжевельник», 1986). Встречи и беседы с земляками подарили читателям сборник рассказов «Kyl’mil» («На постое», 1988). В 1989 году вышла последняя прижизненная книга Брендоева «Sa olet armas» («Ты мне мила…»).
В то время, когда В. Брендоев стал писать, в карельском обществе появилась надежда на возрождение родного языка. Своими стихами он показал, что карельский язык по-прежнему необходим для всестороннего описания человеческой жизни. Язык родной стороны был для него самым дорогим.
Родные просторы, тяжёлая судьба карельского народа и карельского языка, весёлые и грустные стороны жизни, тяжёлая работа, народное мастерство, ребячество, любовь — всё это, как он сам говорил, «дорогое, моё».
После смерти поэта в 1990 году были опубликованы три поэтических сборника: «Runoja» («Стихи», 1991), «Sana, kuultu muaman suus» («Родное слово», 1991), «Jattie hyva jalgi muale» («Добрый след на земле», 1999).
Хотя Владимир Егорович долгое время служил на флоте, он не написал о море ни строчки, отдав всю нежность сердца земле отцов и дедов. Оставаясь крестьянином в душе и стихах, он открыто выражал любовь к Олонецкой земле, её людям, полям и лесам. В характере его лирического героя доминировали крестьянская основательность, надёжность, трудолюбие и доброта. Поэзию Брендоева отличали близость к народному творчеству, напевность, музыкальность, самобытный талант, поэтому многие композиторы Карелии писали музыку на его стихи. Ряд его песен вошёл в репертуар Олонецкого народного хора.
Выступая на Х-м съезде писателей Карелии, Брендоев говорил об огромных художественных возможностях карельского литературного языка, радовался успехам молодых карелоязычных авторов, и искренне верил, что народная культура, которой гордится Север, дождётся своей эпохи Возрождения.
Брендоев известен также как переводчик поэзии на родной язык. Он обращался к переводам стихов А. С. Пушкина, М. Ю. Лермонтова, Н. А. Некрасова, Е. Баратынского, С. Есенина, Н. Рубцова, Е. Евтушенко и других русских поэтов. В его переводах отражается богатство карельского языка и правильно подобранное слово. Он старался выбрать нужный вариант перевода, соединяя точное значение слова с традициями и красотой карельского языка.
Стихи Брендоева включены в учебник-хрестоматию «Литература народов России» (1995) для 9-11 классов.
Главной темой всего творчества писателя является Любовь — любовь к матери, к родной олонецкой земле, к землякам, к родному языку. Он читал стихи землякам в цехах и на фермах, на полевых станах, в библиотеках и школах Олонецкого и Пряжинского районов. Сородичи отвечали ему такой же преданной, трогательной любовью.
За свой вклад в развитие национальной карельской литературы Брендоев был награждён Почетной грамотой Президиума Верховного Совета Карельской АССР. В 1988 году он стал лауреатом премии имени Я. Виртанена, учреждённой совхозом «Ильинский» совместно с Республиканским обществом «Книга». Общество карельской культуры (теперь Союз карельского народа) посмертно выписало на его имя удостоверение № 1 члена этого общества.
В статье «Доброе имя» писатель Виктор Пулькин отмечал: «Владимир Брендоев заложил краеугольный камень в становление карельского литературного языка, показал его художественные возможности. Дело за теми, кто возведет стены, высокую кровлю этого здания. Зачинателем дела явился достойный человек, давший ему своё честное, доброе имя».
Значительным вкладом в пропаганду его творчества стал изданный в 2001 году Национальной библиотекой Республики Карелия и Олонецкой национальной библиотекой в серии «Писатели Карелии», указатель литературы «Владимир Брендоев = Vladimir Brendojev». С этого же года в Олонце проводится ежегодный фестиваль карельской поэзии, посвящённый памяти Брендоева.

## Память
В честь Владимира Брендоева на здании Олонецкой национальную библиотеки установлена мемориальная доска.
25 января 2021 года в городе Петрозаводске новая площадь в районе Древлянка получила название в честь Владимира Брендоева — Брендоевская площадь.
Его имя, также носят улицы в Олонце и в деревне Мегрега

## Сочинения
- Anusrandaine: runoja karjalaksi. — Петрозаводск: Карелия, 1980.
- Hiilau huoli: runoja karjalaksi. — Петрозаводск: Карелия, 1983.
- Kadajikko: runot da runoelmu. — Петрозаводск: Карелия, 1986.
- Kyl’mil: kertomuksia karjalan kielellä. — Петрозаводск: Карелия, 1988 (второе издание — 1990).
- Sa olet armas: runot da runokiännökset. — Петрозаводск: Карелия, 1989.
- Runoja. — Петрозаводск: Карелия, 1991.
- Sana, kuultu muaman suus: Karjalažet runot lapsilla. — Петрозаводск: Карелия, 1991.
- Jättie hyvä jälgi muale: runot da runokiännökset. — Петрозаводск: Карелия, 1999.